# Afghanistan op de Olympische Zomerspelen 2004
Afghanistan was een van de deelnemende landen aan de Olympische Zomerspelen 2004 in Athene, Griekenland van 13 tot en met 29 augustus. In 2004 nam het land voor de 11de keer deel aan de Olympische Zomerspelen na 4 jaar eerder te zijn uitgesloten wegens het Taliban-regime. Voor het eerst namen er ook twee vrouwelijke Afghaanse sporters deel: Friba Razayee en Robina Muqim Yaar. Deze laatstgenoemde droeg de Afghaanse vlag tijdens de openingsceremonie. Tijdens de spelen wisten de Afghaanse atleten geen medailles te behalen.

## Overzicht per sport
| Sport     | Aantal deelnemers |
| --------- | ----------------- |
| Atletiek  | 2                 |
| Boksen    | 1                 |
| Judo      | 1                 |
| Worstelen | 1                 |
| Totaal    | 5                 |

## Deelnemers en resultaten
(m) = mannen, (v) = vrouwen 

### Atletiek
| Olympiër          | Discipline | Resultaat | Prestatie            |
| ----------------- | ---------- | --------- | -------------------- |
| Masoud Azizi      | 100m (m)   | 79e       | serie 4: 8e in 11,66 |
| Robina Muqim Yaar | 100m (v)   | 62e       | serie 6: 7e in 14,14 |

### Boksen
| Olympiër          | Discipline | Resultaat | Prestatie                        |
| ----------------- | ---------- | --------- | -------------------------------- |
| Basharmal Sultani | -69kg (m)  | 17e       | 1e ronde: V van EGY Hikal: 12-40 |

### Judo
| Olympiër      | Discipline | Resultaat | Prestatie                         |
| ------------- | ---------- | --------- | --------------------------------- |
| Friba Razayee | -70kg (v)  | 17e       | 1e ronde: V van ESP Blanco: ippon |

### Worstelen
| Olympiër             | Discipline | Resultaat | Prestatie                                                  |
| -------------------- | ---------- | --------- | ---------------------------------------------------------- |
| Bashir Ahmad Rahmati | -55kg (m)  | 22e       | groepsfase: V van UZB Mansurov: 0-4 V van RUS Batirov: 0-4 |

Afghanistan · Albanië · Algerije · Amerikaanse Maagdeneilanden · Amerikaans-Samoa · Andorra · Angola · Antigua en Barbuda · Argentinië · Armenië · Aruba · Australië · Azerbeidzjan · Bahama's · Bahrein · Bangladesh · Barbados · België · Belize · Benin · Bermuda · Bhutan · Bolivia · Bosnië en Herzegovina · Botswana · Brazilië · Britse Maagdeneilanden · Brunei · Bulgarije · Burkina Faso · Burundi · Cambodja · Canada · Centraal-Afrikaanse Republiek · Chili · China · Chinees Taipei · Colombia · Comoren · Congo-Brazzaville · Congo-Kinshasa · Cookeilanden · Costa Rica · Cuba · Cyprus · Denemarken · Djibouti · Dominica · Dominicaanse Republiek · Duitsland · Ecuador · Egypte · El Salvador · Equatoriaal-Guinea · Eritrea · Estland · Ethiopië · Fiji · Filipijnen · Finland · Frankrijk · Gabon · Gambia · Georgië · Ghana · Grenada · Griekenland · Groot-Brittannië · Guam · Guatemala · Guinee · Guinee‑Bissau · Guyana · Haïti · Honduras · Hongarije · Hongkong · Ierland · IJsland · India · Indonesië · Irak · Iran · Israël · Italië · Ivoorkust · Jamaica · Japan · Jemen · Jordanië · Kaaimaneilanden · Kaapverdië · Kameroen · Kazachstan · Kenia · Kirgizië · Kiribati · Koeweit · Kroatië · Laos · Lesotho · Letland · Libanon · Liberia · Libië · Liechtenstein · Litouwen · Luxemburg · Macedonië · Madagaskar · Malawi · Malediven · Maleisië · Mali · Malta · Marokko · Mauritanië · Mauritius · Mexico · Micronesië · Moldavië · Monaco · Mongolië · Mozambique · Myanmar · Namibië · Nauru · Nederland · Nederlandse Antillen · Nepal · Nicaragua · Nieuw-Zeeland · Niger · Nigeria · Noord-Korea · Noorwegen · Oeganda · Oekraïne · Oezbekistan · Oman · Oostenrijk · Oost‑Timor · Pakistan · Palau · Palestina · Panama · Papoea-Nieuw-Guinea · Paraguay · Peru · Polen · Portugal · Puerto Rico · Qatar · Roemenië · Rusland · Rwanda · Saint Kitts en Nevis · Saint Lucia · Saint Vincent en Grenadines · Salomonseilanden · Samoa · San Marino · Sao Tomé en Principe · Saoedi-Arabië · Senegal · Servië en Montenegro · Seychellen · Sierra Leone · Singapore · Slovenië · Slowakije · Soedan · Somalië · Spanje · Sri Lanka · Suriname · Swaziland · Syrië · Tadzjikistan · Tanzania · Thailand · Togo · Tonga · Trinidad en Tobago · Tsjaad · Tsjechië · Tunesië · Turkije · Turkmenistan · Uruguay · Vanuatu · Venezuela · Verenigde Arabische Emiraten · Verenigde Staten · Vietnam · Wit-Rusland · Zambia · Zimbabwe · Zuid-Afrika · Zuid-Korea · Zweden · Zwitserland